# Bombardowanie miłością
Bombardowanie miłością – technika psychomanipulacji stosowana w sektach i ruchach religijnych, polegająca na otoczeniu nowego członka sekty wyjątkową serdecznością, troską i życzliwością, z jaką raczej nie spotykał się w dotychczasowym życiu. Pojawia się ona w początkowym etapie relacji z grupą, a celem tej techniki jest zbudowanie silnego związku emocjonalnego i przywiązanie jednostki do grupy. Najczęściej skierowana jest do osób mających problemy z samym sobą natury psychicznej, spotykającą się z brakiem akceptacji we własnym środowisku i problemami rodzinnymi.